# Frank Sheeran
Francis Joseph Sheeran (25 tháng 10 năm 1920 - 14 tháng 12 năm 2003), được biết đến với cái tên "The Irishman" ("Gã người Ireland"), là một quan chức liên đoàn lao động Mỹ, người bị cáo buộc có liên kết với gia đình tội phạm Bufalino.
Với tư cách là một quan chức cấp cao trong Hội Anh em Tài xế Quốc tế (IBT), Sheeran là một nhân vật hàng đầu trong quá trình tham nhũng của các công đoàn bởi hoạt động tội phạm có tổ chức. Trong một vụ kiện xuất phát từ Đạo luật Tổ chức chịu ảnh hưởng kiếm tiền bất hợp pháp và tham nhũng (RICO), chính phủ Hoa Kỳ đã gọi Sheeran là một trong hai người không có gốc Ý duy nhất thông đồng với Ủy ban La Cosa Nostra, cùng với các nhân vật như Anthony "Tony Pro" Provenzano và Anthony "Fat Tony" Salerno.
Không lâu trước khi chết, Sheeran tuyên bố đã giết thủ lĩnh Hội Tài xế Jimmy Hoffa vào năm 1975. Tác giả Charles Brandt đã kể chi tiết những gì Sheeran nói với anh ta về Hoffa trong tác phẩm phi hư cấu tường thuật I Heard You Paint House (2004). Tính trung thực của cuốn sách và những tuyên bố rằng Sheeran đã giết Hoffa và Joey Gallo, đã gây tranh cãi trong một số ấn phẩm. Cuốn sách là nền tảng cho bộ phim năm 2019 The Irishman của đạo diễn Martin Scorsese, có sự tham gia của Robert De Niro trong vai Frank Sheeran và Al Pacino trong vai Hoffa.

## Niên thiếu
Sheeran sinh ra và lớn lên ở Darby, Pennsylvania, một quận nhỏ với thành phần dân cư thuộc tầng lớp lao động ở ngoại ô Philadelphia. Ông là con trai của Thomas Francis Sheeran Jr., một thợ sơn nhà ở Philadelphia (1886–1968) và Mary Agnes Hanson. Sheeran là người gốc Công giáo Ireland về phía họ nội và gốc Thụy Điển về phía họ ngoại.

## Chiến tranh thế giới thứ hai
Sheeran nhập ngũ vào Quân đội tháng 8 năm 1941, được huấn luyện quân sự căn bản gần Biloxi, Mississippi và được phân về lực lượng cảnh sát quân sự. Sau vụ tấn công Trân Châu Cảng, ông tình nguyện tham gia khóa huấn luyện trong Quân đoàn Dù tại Fort Benning, Georgia. Sau khi bị trật khớp vai, ông được chuyển đến Sư đoàn bộ binh 45, được gọi là "Thunderbirds" và "The Killer Division". Vào ngày 14 tháng 7 năm 1943, Sheeran lên đường đến Bắc Phi.

### Nghĩa vụ chiến đấu
Sheeran đã phục vụ 411 ngày nghĩa vụ chiến đấu (một khoảng thời gian đáng kể, so với thời gian phục vụ trung bình là khoảng 100 ngày). Kinh nghiệm chiến đấu đầu tiên của ông là trong Chiến dịch Ý; bao gồm cuộc xâm lược Sicily, cuộc đổ bộ Salerno, Chiến dịch Anzio. Sau đó, ông phục vụ trong cuộc đổ bộ ở miền nam nước Pháp, và cuộc xâm lược Đức.

Sheeran nói: 
 Nói chung, tôi đã mất năm mươi ngày đào ngũ - vắng mặt mà không xin nghỉ phép chính thức - chủ yếu là uống rượu vang đỏ và đuổi theo phụ nữ Ý, Pháp và Đức. Tuy nhiên, tôi chưa bao giờ vắng mặt khi đơn vị của tôi trở lại chiến tuyến. Nếu bạn vắng mặt khi đơn vị của bạn quay trở lại chiến đấu, bạn cũng có thể cứ tiếp tục như vậy, vì một trong những sĩ quan của bạn sẽ khiến bạn bất ngờ và họ thậm chí không phải nói rằng đó là người Đức. Đó là sự đào ngũ khi đối mặt với kẻ thù. 

#### Tội ác chiến tranh
Sheeran sau đó đã nhắc lại thời gian phục vụ chiến tranh của mình khi ông lần đầu gia tăng sự nhẫn tâm đối với việc tước đi mạng sống của con người. Sheeran tuyên bố đã tham gia vào nhiều vụ thảm sát và hành quyết giản lược tù binh Đức, những hành vi vi phạm Công ước Hague năm 1899 và 1907 và Công ước Geneva 1929 về tù binh. Trong các cuộc phỏng vấn sau đó với Charles Brandt, ông đã chia những vụ thảm sát như vậy thành bốn loại:
1. Sự giết chóc trả thù trong sức ép của trận chiến. Sheeran nói với Brandt rằng, khi một người lính Đức vừa giết bạn thân của ông và sau đó cố gắng đầu hàng, ông cũng sẽ thường xuyên "đưa anh ta xuống địa ngục". Ông mô tả thường chứng kiến hành vi tương tự của những người lính GI đồng nghiệp.[13]
2. Nhận lệnh từ chỉ huy đơn vị trong một nhiệm vụ. Khi mô tả vụ giết người đầu tiên của mình trong hoạt động tội phạm có tổ chức, Sheeran nhớ lại: "Giống như khi một sĩ quan sẽ bảo bạn đưa một vài tù nhân người Đức ra sau hàng ngũ và kêu bạn 'nhanh chóng quay lại'. Bạn đã làm những gì bạn phải làm."[16]
3. Các cuộc trả thù Dachau và các vụ giết người trả thù khác của những người bảo vệ trại tập trung và các tù nhân được ủy thác.[17]
4. Những nỗ lực được tính toán để vô nhân đạo hóa và làm biến chất tù binh Đức. Trong khi đơn vị của Sheeran đang leo lên dãy núi Harz, họ bắt gặp một chiếc xe lửa của Wehrmacht chở thức ăn và đồ uống lên sườn núi. Các đầu bếp nữ trước tiên được ngồi yên không bị quấy nhiễu, sau đó Sheeran và những người lính GI đồng nghiệp của anh ta "đã ăn những gì chúng ta muốn và làm vấy bẩn phần còn lại với chất thải của chúng tôi". Sau đó, những người điều khiển xe lửa của Wehrmacht được cho dùng xẻng và bị ra lệnh "đào những ngôi mộ nông của chính họ". Sheeran sau đó đã nói đùa rằng họ đã làm như vậy mà không hề khiếu nại, có khả năng hy vọng rằng ông và bạn bè của mình sẽ thay đổi suy nghĩ. Nhưng những người điều khiển xe lửa đã bị bắn và chôn trong những cái hố mà họ đã đào. Sheeran giải thích rằng vào lúc đó, ông "không ngần ngại làm những gì tôi phải làm".[14]

### Giải ngũ và hậu chiến
Sheeran được giải ngũ khỏi quân đội vào ngày 24/10/1945. Sau đó, ông nhớ lại rằng đó là "một ngày trước sinh nhật thứ hai mươi lăm của tôi, nhưng chỉ là dựa theo lịch." Khi trở về từ nghĩa vụ quân sự, Sheeran kết hôn với Mary Leddy, một người Ireland nhập cư. Cặp vợ chồng có ba cô con gái, MaryAnne, Dolores và Peggy, nhưng đã ly dị vào năm 1968. Sheeran sau đó kết hôn với Irene Gray, người mà anh ta có một con gái, Connie.

## Tội phạm có tổ chức
Khi rời nghĩa vụ, Sheeran trở thành tài xế xe tải nhưng kiếm thêm thu nhập bằng cách thực hiện các hoạt động tội phạm, bao gồm giết người theo yêu cầu. Do sự nhạy bén trong việc phạm tội, ông ta trở thành một cộng sự thân cận của các ông trùm Mafia là Russell Bufalino và Angelo Bruno. Ông gặp Bufalino vào năm 1955, ban đầu làm công việc lái xe đưa ông trùm đi khắp nơi và giao hàng. Bufalino, người đứng đầu gia đình tội phạm Bufalino, đóng vai trò là người cố vấn của Sheeran trong suốt cuộc đời.
Sheeran bị nghi ngờ là xạ thủ đơn nhất trong vụ giết Joe Gallo tại Umberto's Clam House vào ngày 7 tháng 4 năm 1972. Nhiều năm sau, trưởng nhóm thám tử vụ án Joe Gallo là Joe Coffey xác nhận rằng Sheeran là người đã giết Gallo vì NYPD sẽ không nghe máy với những người gọi điện thoại, những người sẽ cố bán thông tin NYPD về "ba kẻ giết người", tuyên bố đã giết Gallo để thử lòng trung thực. Coffey được cho là đã nói rằng "Chúng tôi (NYPD) biết rằng đó là một tay súng đơn độc lớn và ông ta chắc chắn không phải là người Ý." Câu chuyện được lưu truyền là ba người đàn ông Ý đã xông vào Umberto's nổ súng và giết chết Gallo. Đồng thời, một nhân chứng riêng biệt từ đêm nổ súng đã xác nhận rằng Sheeran đã giết Gallo. Sheeran rõ ràng cũng hoạt động từ một quán bar ở Sharon Hill, Pennsylvania, nơi thực tế được điều hành bởi Bill Distanisloa, một đàn em của Angelo Bruno.

## Liên minh Tài xế
Bufalino sắp xếp cho Sheeran theo hỗ trợ Chủ tịch Quốc tế Tài xế, Jimmy Hoffa. Hoffa, người đã trở thành một người bạn thân, đã sử dụng Sheeran cho các công việc thanh toán các đối thủ, bao gồm cả vụ ám sát các thành viên cứng đầu trong liên minh và các thành viên của các hiệp hội đối thủ đe dọa địa bàn của công đoàn. Theo Sheeran, cuộc trò chuyện đầu tiên ông có với Hoffa là qua điện thoại, nơi Hoffa bắt đầu bằng câu nói: "Tôi nghe được rằng ông chuyên sơn nhà" ("I heard you paint houses")—một cụm từ tiếng lóng trong giới tội phạm có nghĩa là: Tôi nghe được rằng bạn chuyên ám sát, "sơn" ở đây là máu chảy ra khi đạn được bắn vào cơ thể.

## Tù giam
Sheeran đã bị truy tố cùng với sáu người khác vào tháng 7 năm 1980 về các cáo buộc liên quan đến các liên kết của ông ta với các doanh nghiệp cho thuê lao động được kiểm soát bởi Eugene Boffa Sr. của Hackensack, New Jersey. Vào ngày 31 tháng 10 năm 1980, Sheeran bị kết tội 11 vụ cưỡng bức lao động. Anh ta bị kết án 32 năm tù và thụ án 13 năm.

## Qua đời
Sheeran qua đời vì bệnh ung thư vào ngày 14 tháng 12 năm 2003, ở tuổi 83, trong một viện dưỡng lão ở Philadelphia. Ông được chôn cất tại Nghĩa trang Holy Cross ở Yeadon, Pennsylvania.

## Cái chết của Hoffa
Trong cuốn sách Tôi nghe được rằng ông chuyên sơn nhà: Frank "The Irishman" Sheeran và việc khép lại vụ Jimmy Hoffa (2004), tác giả Charles Brandt tuyên bố rằng Sheeran thú nhận đã giết Hoffa. Theo Brandt, Chuckie O'Brien đã lái xe chở Sheeran, Hoffa và đồng bọn là trùm băng cướp Sal Briguglio đến một ngôi nhà ở Metro Detroit. Ông tuyên bố rằng trong khi O'Brien và Briguglio lái xe đi, Sheeran và Hoffa đã đi vào nhà, nơi Sheeran tuyên bố rằng ông đã bắn Hoffa hai phát vào phía sau đầu. Sheeran nói rằng ông được thông báo rằng Hoffa đã được hỏa táng sau vụ giết người. Sheeran cũng thú nhận với các phóng viên rằng ông đã giết Hoffa.
Vết máu được tìm thấy trong ngôi nhà ở Detroit nơi Sheeran tuyên bố vụ án mạng xảy ra được xác định là không phù hợp với DNA của Hoffa.
FBI tiếp tục nỗ lực kết nối Sheeran với vụ giết người, kiểm tra lại máu và ván sàn với những tiến bộ mới nhất trong pháp y. Trong Riddle, một bộ phim tài liệu về vụ mất tích Hoffa được phát sóng vào ngày 27 tháng 11 năm 2018, trên FOX, FBI đã trả lời "Không bình luận" khi được hỏi về các phần kiểm tra mới nhất của họ.

## Phim tiểu sử
Martin Scorsese từ lâu đã quan tâm đến việc đạo diễn một bộ phim liên quan đến cuộc đời của Sheeran và việc anh ta bị cáo buộc liên quan đến việc giết chết Jimmy Hoffa, và sau cùng cũng được bật đèn xanh với bộ phim The Irishman. Steven Zaillian là nhà biên kịch và Robert De Niro đóng vai Sheeran, với Al Pacino là Jimmy Hoffa, và Joe Pesci trong vai Russell Bufalino. Bộ phim đã được công chiếu trên toàn thế giới tại Liên hoan phim New York vào ngày 27 tháng 9 năm 2019 và được phát hành vào ngày 1 tháng 11 năm 2019 với hình thức phát trực tuyến kỹ thuật số bắt đầu vào ngày 27 tháng 11 năm 2019 qua Netflix.